# Kimhyŏngjik
Kimhyŏngjik (kor. 김형직군, Kimhyŏngjik-gun) – powiat w Korei Północnej, w prowincji Ryanggang. W 2008 roku liczył 57 729 mieszkańców. Graniczy z powiatami: Kimjŏngsuk od południowego wschodu, Chunggang od północnego zachodu, Hwap’yŏng i Rangnim (prowincja Chagang) od południa, a także z należącą do Chin prowincją Jilin od północy. Obecną nazwę powiat otrzymał dopiero w sierpniu 1988 roku. Celem zmiany było uczczenie pamięci uchodzącego w propagandzie Korei Północnej za narodowego bohatera Kim Hyŏng Jika – ojca pierwszego przywódcy KRLD, Kim Ir Sena.

## Historia
W czasach dynastii Joseon, tereny należące do powiatu wchodziły w skład regionu Kanggye (obecnie miasto, stolica prowincji Chagang). W 1909 roku stały się częścią powiatu Huch'ang, składającego się wówczas z 5 miejscowości (kor. myŏn) i 18 osiedli (kor. dong). W styczniu 1949 roku powiat wszedł w skład nowo powstałej prowincji Chagang, a w październiku 1954 roku został przeniesiony do prowincji Ryanggang.

## Gospodarka
Główną gałąź słabo rozwiniętego przemysłu stanowi przemysł drzewny – aż 93% terytorium powiatu zajmują lasy. Ziemie powiatu kryją złoża rudy żelaza, złota, srebra, miedzi, wolframu, grafitu i niklu. Nieliczne uprawy obejmują kukurydzę, soję, ziemniaki, ryż i len. Mieszkańcy powiatu zajmują się także hodowlą jedwabników.

## Podział administracyjny powiatu
W skład powiatu wchodzą następujące jednostki administracyjne:
| Nazwa jednostki administracyjnej | Rodzaj jednostki administracyjnej | Chosŏn’gŭl   | Hancha       |
| -------------------------------- | --------------------------------- | ------------ | ------------ |
| Kimhyŏngjik-ŭp                   | miasteczko                        | 김형직읍     | 金亨稷邑     |
| Wŏlt'an-rodongjagu               | dzielnica robotnicza              | 월탄로동자구 | 月灘勞動者區 |
| Rot'an-rodongjagu                | dzielnica robotnicza              | 로탄로동자구 | 蘆灘勞動者區 |
| Koŭp-rodongjagu                  | dzielnica robotnicza              | 고읍로동자구 | 古邑勞動者區 |
| Rongnim-rodongjagu               | dzielnica robotnicza              | 록림로동자구 | 綠林勞動者區 |
| Namsa-rodongjagu                 | dzielnica robotnicza              | 남사로동자구 | 南社勞動者區 |
| Yŏnp'o-gu                        | dzielnica                         | 연포구       | 烟浦區       |
| Jukjŏn-ri                        | wieś                              | 죽전리       | 竹田里       |
| Kŭmch'ang-ri                     | wieś                              | 금창리       | 金昌里       |
| Pujŏn-ri                         | wieś                              | 부전리       | 富田里       |
| Tuji-ri                          | wieś                              | 두지리       | 杜芝里       |
| Ryŏnsong-ri                      | wieś                              | 련송리       | 蓮松里       |
| Much'ang-ri                      | wieś                              | 무창리       | 茂昌里       |
| Rajuk-ri                         | wieś                              | 라죽리       | 羅竹里       |
| Ryŏnha-ri                        | wieś                              | 련하리       | 蓮下里       |
| Taeŭng-ri                        | wieś                              | 대응리       | 大鷹里       |